# 백인의 짐

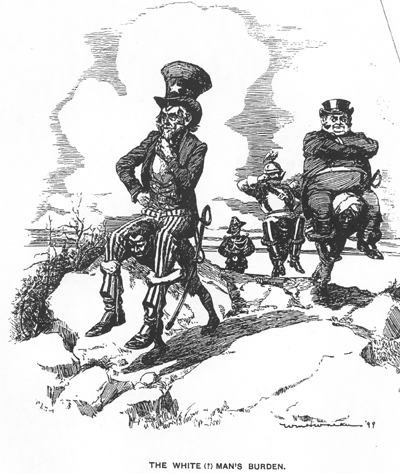

〈백인의 짐〉 (The White Man's Burden)은 영국 작가 러디어드 키플링이 1899년 2월에 발표한 시이며, 이 시가 내세우는 서구의 제국주의 이데올로기이다. 키플링은 미개한 인종을 올바르게 이끄는 것이 백인이 져야할 짐, 백인의 의무라고 역설한다.
1899년 2월, 에스파냐가 물러난 필리핀을 미국이 침략한다. (필리핀-미국 전쟁)
키플링은 이에 호응하여 〈백인의 짐—미국과 필리핀 제도〉를 발표한다.
여기서 그는 “반은 악마, 반은 어린애”인 필리핀인을 미국이 지배하는 것이 정당하다고 주장했다. 시는 모두 일곱 연이며, 각연은 “백인의 짐을 져라(Take up the White Man's burden)”로 시작한다.
이 시에서 키플링은 백인이자 영국 제국 국민인 자신의 인종적 편견과 우월감을 노골적으로 드러내는데, 야만을 개화시키는 것이 힘들고 고되며 그들에게서 보답은커녕 원망과 비난을 받을지라도, 고귀한 의무를 다하기 위해 힘써야 한다는 게 그의 주장이었다.
오늘날 미국이 아시아·아프리카 등지에서의 분쟁과 내정간섭에 대해 인권과 민주주의를 확산시키기 위한 것이라며 정당화시키는 데서도 〈백인의 짐〉의 영향을 볼 수 있다.

## 같이 보기
- 개발 이론
- 기독교 선교
- 경제성장
- 오리엔탈리즘
- 바야돌리드 회의
- 황화론